# Liceum nr 24 im. Marii Konopnickiej we Lwowie
Liceum nr 24 im. Marii Konopnickiej we Lwowie – polska szkoła mniejszościowa we Lwowie założona w 1944 roku. Obecnie jedna z dwóch polskich szkół średnich w tym mieście. 

## Historia
Szkoła średnia nr 24 we Lwowie została powołana do życia w 1944 roku. W okresie Ukraińskiej SRR nosiła imię Wandy Wasilewskiej. W latach 1961–1999 była jedyną placówką oświatową, która dawała młodzieży polskiego pochodzenia maturę. W 1992 roku jej patronką została Maria Konopnicka. Od 2022 roku szkoła oficjalnie zmieniła nazwę na liceum. 
Obecnie do liceum uczęszcza 230 uczniów, zaś kadra pedagogiczna liczy 23 nauczycieli. W posiadaniu szkoły znajduje się 14 współcześnie wyposażonych sal lekcyjnych, pracownia informatyczna, biblioteka, gabinet bezpieczeństwa, stołówka z gorącymi posiłkami oraz schron zapewniający edukację dzieci i młodzieży w wojennej codzienności. 
Dyrektorką szkoły jest Marianna Pyłyp, wcześniej nauczycielka języka i literatury ukraińskiej w tej szkole. 